# Plectrocnemia paulseni
Plectrocnemia paulseni là một loài Trichoptera hóa thạch trong họ Polycentropodidae.